# تشاك فنسنت
تشاك فنسنت (1975 - ) (بالإنجليزية: Chuck Vincent)‏ هو لاعب كرة سلة أمريكي في مركزي الوسط وهجوم قوي الجسم.

## وصلات خارجية
- تشاك فنسنت على موقع كرة السلة الأوروبية.كوم (الإنجليزية)
- تشاك فنسنت على موقع كلية كرة السلة في سبورتس رفرنس.كوم (الإنجليزية)